# Amphoe Ban Kruat
Amphoe Ban Kruat (thaï : บ้านกรวด) est un amphoe de la province de Buriram.